# Киберлюди
Киберлюди (англ. Cybermen) — раса из фантастического сериала «Доктор Кто». Представляют собой людей, заключивших свой мозг и остальную центральную нервную систему в техногенный корпус. Изредка появляются на протяжении старого сериала и довольно часто в новых сериях. Киберлюди Вселенной Доктора были расой искусственно изменённых «почти людей», которых породили на планете Мондас — планете-близнеце Земли.
В июле 2013 года в лондонском аэропорту Хитроу появилась ТАРДИС, а также киберчеловек.
В дочернем сериале «Торчвуд» киберлюди представлены одной киберженщиной — изменённой сотрудницей института «Торчвуд-1» (лондонского отделения Торчвуда), преобразованной в «Человек v.2»

## Характеристика

### Физические характеристики
В то время, как другие старые враги Доктора — далеки — были в целом неизменны в течение двадцати шести сезонов оригинального сериала, киберлюди, как замечалось, изменялись с почти каждым столкновением. Киберлюди — гуманоиды, которые были кибернетически «усовершенствованы», сохранившие немного органических частей. В их первом появлении в сериале единственными частями их тел, которые все ещё казались человеческими, были руки. При следующем появлении в «Лунной базе» киберлюди уже имели тела, полностью покрытые металлической защитой, их руки были заменены двумя трёхпалыми манипуляторами-клешнями, но к серии «Вторжение» им вернули пятипалые руки. Вначале, пока их немного, киберлюди имеют тенденцию к тайной деятельности, сокрытию и использованию человеческих пешек или роботов. Они также стремятся увеличить свою численность, преобразовывая обычных людей в киберлюдей (процесс, известный как «киберпреобразование»).
Предполагается, что под железными оболочками сохранились органические компоненты, что ставит киберлюдей в один ряд с киборгами, а не роботами. В серии «Десятая планета» киберчеловек говорит группе людей: «Наши мозги точно такие же, как ваши». Хотя ко времени серии «Атака киберлюдей», их мозги, вероятно, были заменены электроникой. Также в этой же самой истории у двух человеческих рабов — заключённых киберлюдей на планете Телос по имени Бейтс и Страттон — показано, что их органические руки и ноги были удалены киберлюдьми и заменены киберпротезами. В серии «Землетрясение» подбородки актёров были очень заметны через область в шлеме для подкладывания некоего органического вещества. В серии «Гробница киберлюдей» вены и мозг были видимы через куполообразную голову Киберконтроллёра, и точно так же в сериях «Атака киберлюдей» и «Век стали» мозг Киберконтроллёра видим через купол. Первым является Киберконтроллёр Мондас, а вторым — Джон Лумик из альтернативной версии Земли. Однако в серии «Месть киберлюдей» Доктор говорит, что они — «полные машинные существа». В серии «Серебряный кошмар» киберлюди становятся практически неуязвимыми и способны улучшать себя, анализируя урон, причинённый им. Кроме того, они способны превращать в киберчеловека любую плоть с помощью кибермитов (улучшенные киберметы), в том числе и Повелителя времени. А также в серии «Следующий Доктор» Мисс Хардиган, новый кибер-лидер, почувствовала радость.

### Психические характеристики
Хотя киберлюди часто утверждают, что они покончили с человеческими эмоциями, они показали эмоции в пределах гнева по отношению к самодовольству Доктора (хотя это присутствует только во время их появлений в 1980-х). Некоторым киберлюдям в ранних историях даже давали отдельные имена, такие, как «Кранг». Некоторые параллельные земные киберлюди действительно сохраняли некоторые воспоминания о своей предконверсионной жизни, хотя их эмоциональный ответ изменился. В «Киберженщине» частичное преобразование в киберчеловека — Лиза Халлетт, которая могла нести эмоции, но вскоре полностью обезумела, передав своё сознание киберсущности. В серии «Судный день» Ивонн Хартман в состоянии сохранить, по крайней мере, некоторые элементы своей индивидуальности, пытается предотвратить проникновение группы других киберлюдей обратно в свою вселенную. Она плачет, и слёзы похожи на нефтеподобное вещество или кровь. В том же самом эпизоде киберлидер выражает явное расстройство при отказе людей сдаться, хотя в более поздней сцене он критикует Доктора за проявление эмоций. В серии «Век стали» Доктор в состоянии победить киберлюдей, отключая их эмоциональные ингибиторы, позволяя им «видеть» то, что случилось с ними. Когда они могут эмоционально, по-человечески, понять, что с ними произошло, они погибают от сверхсильного шока. Наконец, когда первый киберлидер погибает, его голова взрывается с небольшим количеством белой жидкости — эпизод ссылается к запатентованной смеси химикатов Сайбус Индастриз, используемых для сохранения мозга.
Предполагается также, что киберлюди специально подражали эмоциям, чтобы запугать или надавить на своих жертв, так как при киберпреобразовании удаляются все эмоции. Сайбер Индустриз решали этот вопрос по-иному — с помощью нейроингибитора, подавляющего чувства, но оставляющего свободным разум. Доктор может отключить его, но это чревато смертью кибер-единицы. В принципе, тот же метод может подойти и к киберлюдям с планеты Мондас, но пока этот факт остается под сомнением.
За много лет упомянуто много слабостей киберлюдей. Самая известная из них — золото. Их отвращение к золоту не было упомянуто до их попытки разрушить астероид «Вога» (так называемая «планета золота») в серии «Месть киберлюдей». Первоначально было объяснено, что из-за его антикоррозийной природы золото забивает их дыхательные системы. Например, «золотые стволы» — оружие, используемое во время кибервойн в будущем, использовали золотую пыль для уничтожения цели. Однако в более поздних сериях золото имело более слабый эффект как оружие. У киберлюдей нового сериала такая слабость обнаружилась только в серии «Серебряный кошмар». Киберлюди очень нестойки против собственного оружия. Другие слабости из киберлюдей с Мондаса (а также Кибериадских киберлюдей) включают растворители, повышенную гравитацию и очень высокие уровни радиации. В серии «Век стали» граната EMP, как показывают, калечит киберчеловека и выводит из строя его эмоциональный ингибитор. Их броня часто изображается, как гибкая и стойкая к пулям, но может продавиться под снарядами, сделанными из золота. Киберлюди из параллельной Земли являются пуленепробиваемыми и очень эластичными, но всё же весьма непрочными — они уязвимы для тяжелых взрывчатых веществ, электромагнитного импульса, специализированного вооружения и оружия далеков.

## Типы и разновидности

### Киберлюди
| Изображение | Номер | Планета            | Появления | Появления                                                                 |
| Изображение | Номер | Планета            | Телесериал | Другое                                                                    |
| ----------- | ----- | ------------------ | --- | ------------------------------------------------------------------------- |
|             | 1     | Маринус            | — | «Формирователи мира» (комикс)                                             |
|             | 2     | Мондас             | — | «Запчасти» (аудиопьеса)                                                   |
|             | 3a    | Мондас             | «Десятая планета» | Комиксы: «Пришествие киберлюдей» «Сила цветка» «Киберкрот» «Киберимперия» |
|             | 3b    | Мондас             | «Будь вечны наши жизни» «Падение Доктора»                                                                                      |                                                                           |
|             | 3c    | (Глубокий космос)  | — | «Демон свалки» (комикс)                                                   |
|             | 4     | (Луна) (Телос)     | «Лунная база» «Гробница киберлюдей»                                                                                            |                                                                           |
|             | 5     | (Станция W3)       | «Колесо в космосе» | «Айсберг» (комикс)                                                        |
|             | 6a    | (Мондаран)         | — | «Возврат в прошлое: Душа киберчеловека» (комикс)                          |
|             | 6b    | (Планета 14)       | «Вторжение» | «Легенда киберлюдей» (аудиопьеса)                                         |
|             | 6c    | (Вога)             | «Месть киберлюдей» («Далек»)                                                                                                   |                                                                           |
|             | 7a    | (Телос)            | «Землетрясение» «Пять Докторов» «Атака киберлюдей»                                                                             |                                                                           |
|             | 7b    | ?                  | «Серебряная Немезида» |                                                                           |
|             | 8     | ?                  | «Нелегальный пришелец» |                                                                           |
|             | 9     | (Тёмное измерение) | Спецвыпуск к 30-летию сериала                                                                                                  |                                                                           |
|             | 10    | ?                  | — | «Доктор Кто. Анимационный сериал»                                         |
|             | 11a   | (Хронос)           | — | «Реальное время» (вебкаст)                                                |
|             | 11b   |                    | — | «Дредноут» (комикс)                                                       |
|             | 12    | ?                  | — | «Наводнение» (комикс)                                                     |
|             | 13a   | Параллельная Земля | «Восстание киберлюдей» «Век стали» «Армия призраков» «Судный день» «Следующий Доктор» «Пандорика открывается» («День Доктора») | «Враг мой»                                                                |
|             | 13b   |                    | — | «Кровь киберлюдей»                                                        |
|             | 13c   | Мондас             | «Время на исходе» («Серебряный кошмар»)                                                                                        |                                                                           |
|             | 14    | Кибериада Земля    | «Серебряный кошмар» «Время Доктора» «Тёмная вода» «Смерть на небесах» («Узри ворона») («С дьявольским упорством»)              |                                                                           |

### Киберконтроллер
| Изображение | Соответствующий тип киберлюдей | Появления             | Появления                     |
| Изображение | Соответствующий тип киберлюдей | Телесериал            | Другое                        |
| ----------- | ------------------------------ | --------------------- | ----------------------------- |
|             | 1                              | —                     | «Формирователи мира» (комикс) |
|             | 4                              | «Гробница киберлюдей» |                               |
|             | 7a                             | «Атака киберлюдей»    | —                             |
|             | 11b                            | —                     | «Дредноут» (комикс)           |
|             | 13a                            | «Век стали»           |                               |
|             | 13a                            | «Следующий Доктор»    |                               |
|             | 13b                            | —                     | «Кровь киберлюдей»            |

### Киберлидер
| Изображение | Соответствующий тип киберлюдей | Появления                                          | Появления                                        |
| Изображение | Соответствующий тип киберлюдей | Телесериал                                         | Другое                                           |
| ----------- | ------------------------------ | -------------------------------------------------- | ------------------------------------------------ |
|             | 3c                             | —                                                  | «Демон свалки» (комикс)                          |
|             | 6a                             | —                                                  | «Возврат в прошлое: Душа киберчеловека» (комикс) |
|             | 6c                             | «Месть киберлюдей»                                 |                                                  |
|             | 7a                             | «Землетрясение» «Пять Докторов» «Атака киберлюдей» | —                                                |
|             | 7b                             | «Серебряная Немезида»                              | —                                                |
|             | 8                              | «Нелегальный пришелец»                             | —                                                |
|             | 12                             | —                                                  | «Наводнение» (комикс)                            |
|             | 13a                            | «Армия призраков» «Судный день»                    |                                                  |

### Киберпланёр
| Изображение | Соответствующий тип киберлюдей | Появления           | Появления            |
| Изображение | Соответствующий тип киберлюдей | Телесериал          | Другое               |
| ----------- | ------------------------------ | ------------------- | -------------------- |
|             | 5                              | «Колесо в космосе»  |                      |
|             | 6b                             | «Вторжение»         |                      |
|             | 13b                            | —                   | «Вечные часы» (игра) |
|             | 14                             | «Серебряный кошмар» | —                    |

### Киберматы и кибермиты
| Изображение | Соответствующий тип киберлюдей | Появления             | Появления           |
| Изображение | Соответствующий тип киберлюдей | Телесериал            | Другое              |
| ----------- | ------------------------------ | --------------------- | ------------------- |
|             | 4                              | «Гробница киберлюдей» |                     |
|             | 5                              | «Колесо в космосе»    |                     |
|             | 6c                             | «Месть киберлюдей»    |                     |
|             | 11b                            | —                     | «Дредноут» (комикс) |
|             | 13b                            | —                     | «Кровь киберлюдей»  |
|             | 13c                            | «Время на исходе»     |                     |
|             | 14                             | «Серебряный кошмар»   | —                   |

### Прочее
| Изображение | Название       | Соответствующий тип киберлюдей | Появление               | Появление                                               |
| Изображение | Название       | Соответствующий тип киберлюдей | Телесериал              | Другое                                                  |
| ----------- | -------------- | ------------------------------ | ----------------------- | ------------------------------------------------------- |
|             | Киберлейтенант | 7a                             | «Атака киберлюдей»      |                                                         |
|             | Киберскауты    | 7a                             | «Атака киберлюдей»      |                                                         |
|             | Кибертени      | 13a                            | «Следующий Доктор»      |                                                         |
|             | Киберлорд      | 13a                            | «Следующий Доктор»      |                                                         |
|             | Киберсобаки    | 13a                            | —                       | «Враг мой» (комикс)                                     |
|             | Кибердроны     | 13a                            | «Вознесение Киберлюдей» | Комиксы: «Энергия киберлюдей» «Дроны судьбы» «Враг мой» |
|             | Киберрабы      | 13b                            | —                       | «Кровь киберлюдей»                                      |